# Der böse Bub Eugen
Der böse Bub Eugen war eine Schweizer Band, welche von 1983 bis 1990 als Trio existierte. Nachdem Bassist «Lenz» die Band verlassen hatte, erfolgte die Umbesetzung in ein Quartett und die Umbenennung in Eugen. Die Band löste sich 1998 auf. Mit der Single Pirmin (1988), die sich auf den Skirennfahrer Pirmin Zurbriggen bezieht, veröffentlichte die Band ein Lied, das sie auch schweizweit bekannt machte. In den 1980er Jahren wurde Der böse Bub Eugen als Schweizer Version der deutschen Punk-Pop-Band Die Ärzte bezeichnet.

## Der böse Bub Eugen

### Die Anfänge:Der Pein,TipEx,Café Stalingrad

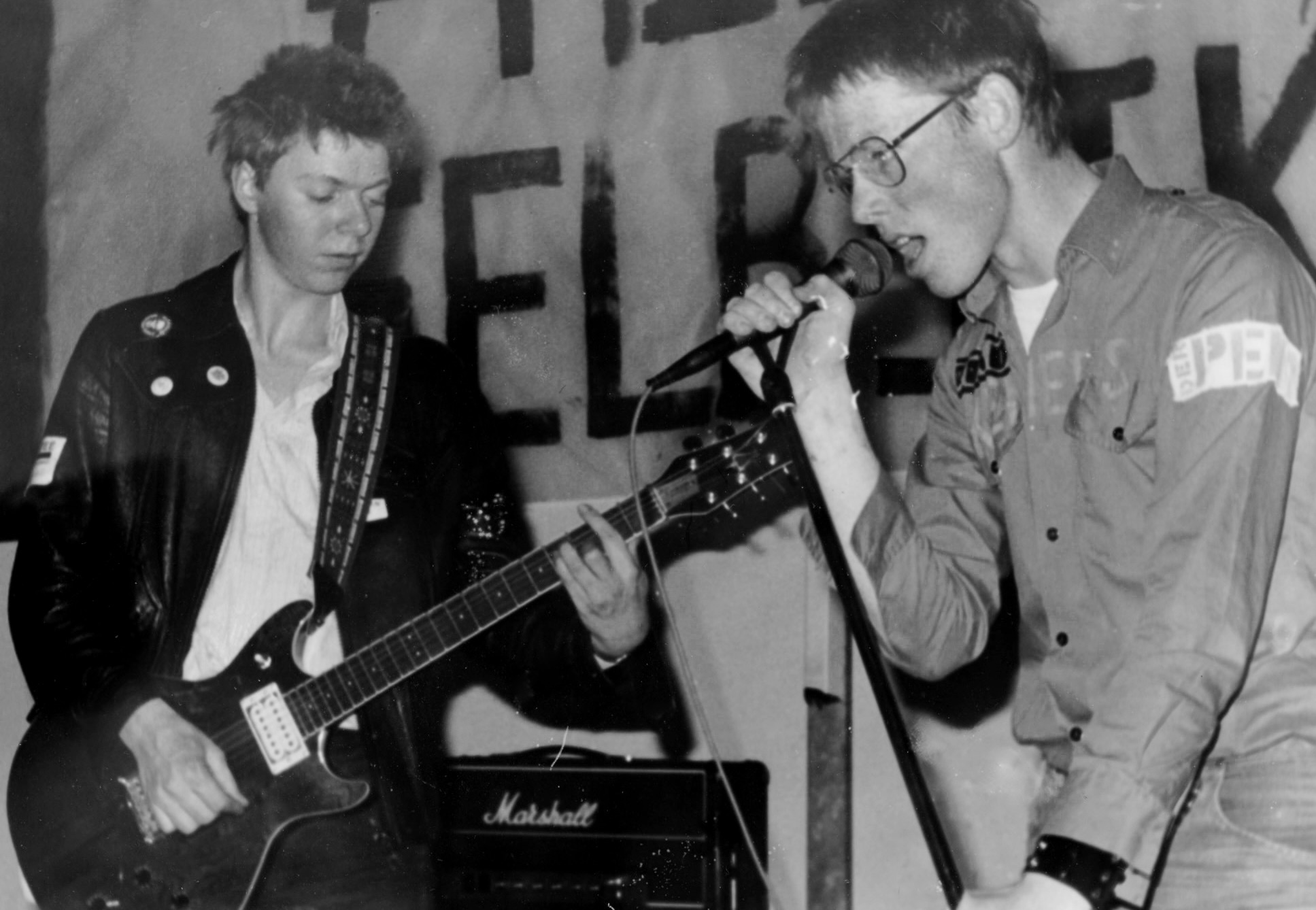
Der Pein: Svend Müller und Stephan Ramming (1981)

Es begann in Thayngen, wo Stephan Ramming 1980 mit Freunden vom Dorf die Punkband Der Pein gründete und dort unter dem Künstlernamen «Rämi Hämorrid» Sänger und Texter war. 1994 erinnerte sich «Rämi» in einem Interview an seine Anfänge zurück: «Ende der siebziger Jahre war ich in Thayngen in der Sekundarschule. […] Zu fünft gingen wir für die DRS-2-Sendung «Feedback» nach den Mittagsnachrichten ins Radiostudio. Wir spielten Dead Kennedys, Dr. Feelgood, Vibrators und solche Sachen. Urs Musfeld, der die Sendung moderierte, fragte uns, ob wir nicht selbst Musik machen wollten. So fingen wir an.» Nach dem zehnten Konzert mit Der Pein – als Vorband der Bieler Gruppe Sozz in Baden – verliess «Rämi» Der Pein und gründete als Gitarre-Spieler die Band TipEx, wo Laurenz «Lenz» Müller den Bass bediente (neben Stefan Winiger an den Keyboards und Maurus Gmür am Saxophon). TipEx spielte in der ganzen Schweiz Konzerte, veröffentlichte die Lieder «Lange lange Strasse lang» und «Schleicher» auf einer Split-Single zusammen mit der Band Chaotik Th und war mit dem Song «Bahnhof» auf dem LP-Sampler «Rock Scene SH» vertreten.

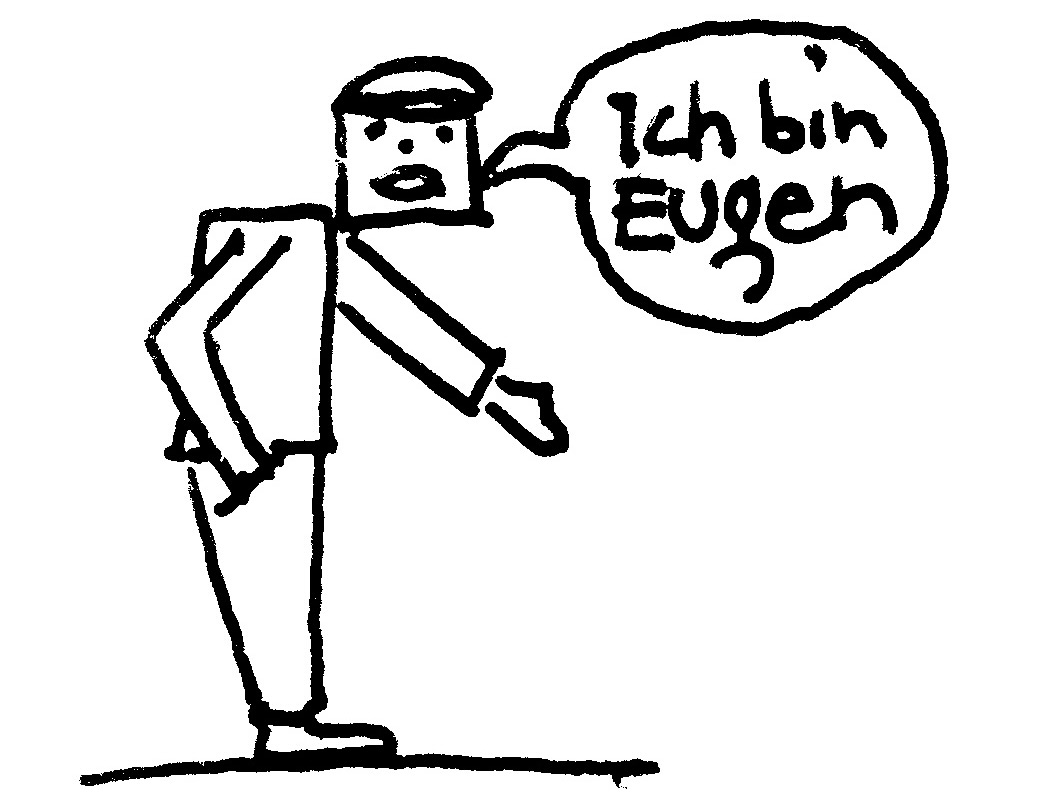
Eugen erblickt das Licht der Welt

Nach der Auflösung von TipEx 1983 machten «Rämi» und «Lenz» weiter Musik. Im Frühling 1983 stiess Schlagzeuger Martin «Fisch» Fischer dazu, um für das 1. Schaffhauser Sommertheater «Tam Tara Tam» die Musik zu schreiben. Parallel zur Arbeit für das Theater entstanden erste Songs, welche das Trio nach dem Theatersommer unter dem Namen Café Stalingrad unter anderem als Vorgruppe der deutschen Punkband Strassenjungs in Singen zur Aufführung brachte; kurz darauf benannten sie sich schliesslich in Der böse Bub Eugen um. Der Bandname entstand so: In einer Lateinstunde zeichnete «Lenz» ein Strichmännchen und schrieb spontan darunter «Eugen». Rämi ergänzte mit dem Stift «Der böse Bub» und sagte: «So heisst unsere Band künftig.» Ihr erstes Konzert mit dem neuen Namen fand am 1. Januar 1984 im Frauengefängnis Hindelbank für die Insassinnen statt. Dazu Rämi rückblickend: «Trotz Allem haben uns eingeladen, eine Drei-Frauen-Band aus Aarau, Bass und Gesang, eine sehr tolle Band. Die hatten die Anfrage vom Gefängnis. Das Konzert war eine Art Neujahrsgeschenk der Gefängnisleitung an die Insassinnen, es waren vor allem Frauen aus Südamerika und Afrika – die haben sich gefreut, dass mal etwas los war. Es war anrührend.»
Wie der Der böse Bub Eugen damals funktionierte, erklärte «Rämi» in einem Fanzine-Interview von 1988: «Jeder ist extrem unersetzlich, denn Eugen lebt von der extremen Unterschiedlichkeit der drei Musiker. Ich glaube, wir haben ein sehr seltsames Verhältnis untereinander. Jeder besitzt andere Stärken und Schwächen […]. ‹Fisch› ist ein guter Musiker (er wird sich sogar klassisch ausbilden lassen demnächst). ‹Lenz› am Bass hat viel Ahnung vom Groove in einem Song und kann sich mit akribischer Beharrlichkeit für die kleinen aber feinen Details interessieren. Ich an der Gitarre bin eigentlich gar kein Musiker, dafür bringe ich Ideen für die Songs und Texte. […] Eigentlich haben wir immer ein ziemlich angespanntes Verhältnis untereinander, und es ist oft schwierig, dass das Ganze im Gleichgewicht bleibt. Aber andererseits gibt diese Reibung auch unheimlich Energie ab. Gerade live sprühen da schon mal die Funken und fliegen Späne.»

### Kassetten-Veröffentlichungen
Als in den frühen 1980er-Jahren die ersten Kassetten-Vierspurgeräte auf den Markt kamen, wurde die Veröffentlichung von Musik ohne den kostspieligen Weg von Tonstudio-Miete, Schallplatten-Produktion und Vertrieb möglich. Die Kassetten-Aufnahmen wurden zur Alternative zum grossen Musikbusiness. Das Kassettenlabel Calypso Now aus Biel, gegründet 1983 von Rudi Tüscher, veröffentlichte beispielsweise bis 1989 unter dem Radar der grossen Labels rund 200 Kassetten-Alben. Diesen Weg der Musikproduktion und des Vertriebes wählten auch Der böse Bub Eugen. So nahm die Band an Weihnachten 1983 in ihrem Proberaum das erste Demo auf und veröffentlichte die Lieder auf Kassette. Stephan Ramming sagte 2016 im Rückblick: «Im Vergleich zu heute musste man als Indie-Band in den 1980er-Jahren vermehrt selbst Hand anlegen: Wir haben Kassetten aufgenommen und diese zum Teil sogar bei uns zu Hause vervielfältigt. Die Hüllen haben wir dann mit der Kopiermaschine kopiert und danach von Hand zugeschnitten. Anschliessend haben wir die Exemplare an Konzerten selbst unters Volk gebracht.» Im Laufe ihrer Bandgeschichte haben Der böse Bub Eugen insgesamt sechs Kassetten-Alben und eine Kassetten-Single («Der lange Mann» / «Leichenwagen», 1984) herausgegeben. Auf dem Sampler «Chart Attack» (1986), herausgegeben von Calypso Now, war Der böse Bub Eugen mit den Liedern «Alles» und «Nimm diese Blume» vertreten.

### EPDer böse Bub Eugen

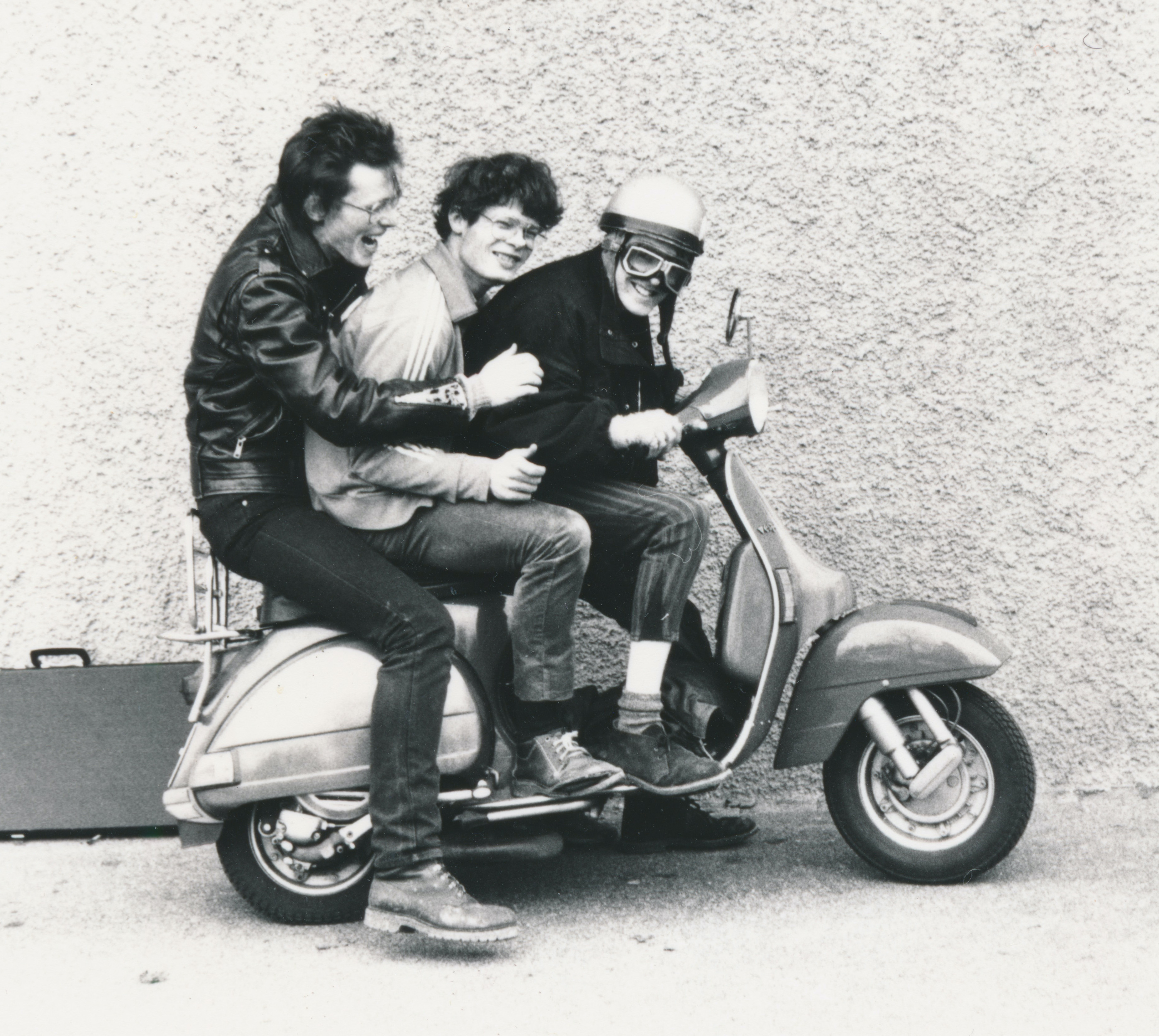
«Rämi», «Lenz» und «Fisch» (1984)

Im Frühling 1984 hatte «Rämi» die ersten drei Konzerte der Berliner Band Die Ärzte in der Schweiz mit Der böse Bub Eugen als Vorband organisiert (im Totentanz Basel, in der Roten Fabrik Zürich und im Fasskeller Schaffhausen). Im Herbst fuhr die Band nach Berlin, um Lieder für eine EP aufzunehmen. Auf das Vielklang-Studio kam man durch Empfehlung der Ärzte, die dort ihre erste Single aufgenommen hatten. Im Studio kümmerte sich der Tontechniker Matsge Bröckel um die Schweizer, die noch wenig Ahnung von Studio-Aufnahmen hatten. Die EP enthielt schliesslich sechs Songs, darunter «Leichenwagen» und «Marlowe», einen Song über den Tod der literarischen Detektivfigur Philip Marlowe von Raymond Chandler. Ebenfalls veröffentlicht wurde die Kassette-Single «Der lange Mann» / «Leichenwagen» (auf Calypso Now). «Der lange Mann» erhielt in der Radiosendung Sounds! auf dem neuen Sender DRS 3 mit Moderator François Mürner viel Airplay und machte Der böse Bub Eugen bekannter.

### AlbumRegen im Park
Das Album «Regen im Park» wurde im Januar 1986 aufgenommen und abgemischt, wieder im Berliner Vielklang-Studio mit Matsge Bröckel. Erneut erhielt die Band viel Airplay, diesmal mit den Songs «Gaudenz meint», «Novembertag» und «Seemann». Musikalisch waren darauf auch erstmals Wave-Anleihen zu hören. Die Stimmung der Lieder war diesmal eher melancholisch, was sich besonders beim Lied «Gaudenz meint» zeigte, da es nur aus Gesang, Handorgel und Marimbaphon bestand. Tony Lauber schrieb in den Luzerner Neusten Nachrichten vom 17. April 1986: «Eine kühle, melancholische Stimmung durchzieht ‹Novembertag›, den vielleicht schönsten Song der Platte. Da werden unspektakuläre Alltäglichkeiten beobachtet. Der ernste Grundton dieses Stückes scheint mir bezeichnend für eine LP, der die oft naive Unbeschwertheit des Debüts abgeht. Es brodelt unter der vermeintlich beschaulichen Provinzoberfläche.» War die Vorgänger-EP noch im Eigenverlag erschienen, kümmerte sich diesmal das Zürcher Label Organik im RecRec-Vertrieb um das Album. In Deutschland nahm das Weser-Label aus Bremen «Regen im Park» unter Lizenz. Im Frühsommer 1986 wurden im Proberaum Schaffhausen die Lieder «Alles» und «Nimm diese Blume» für den Kassettensampler «Chart Attack» aufgenommen; im Herbst folgten «Augen wie Revolver» und «Mädchen vom anderen Stern», welche als 7"-Single in rotem Vinyl auf dem Weser-Label erschienen.

### AlbumNimmerland

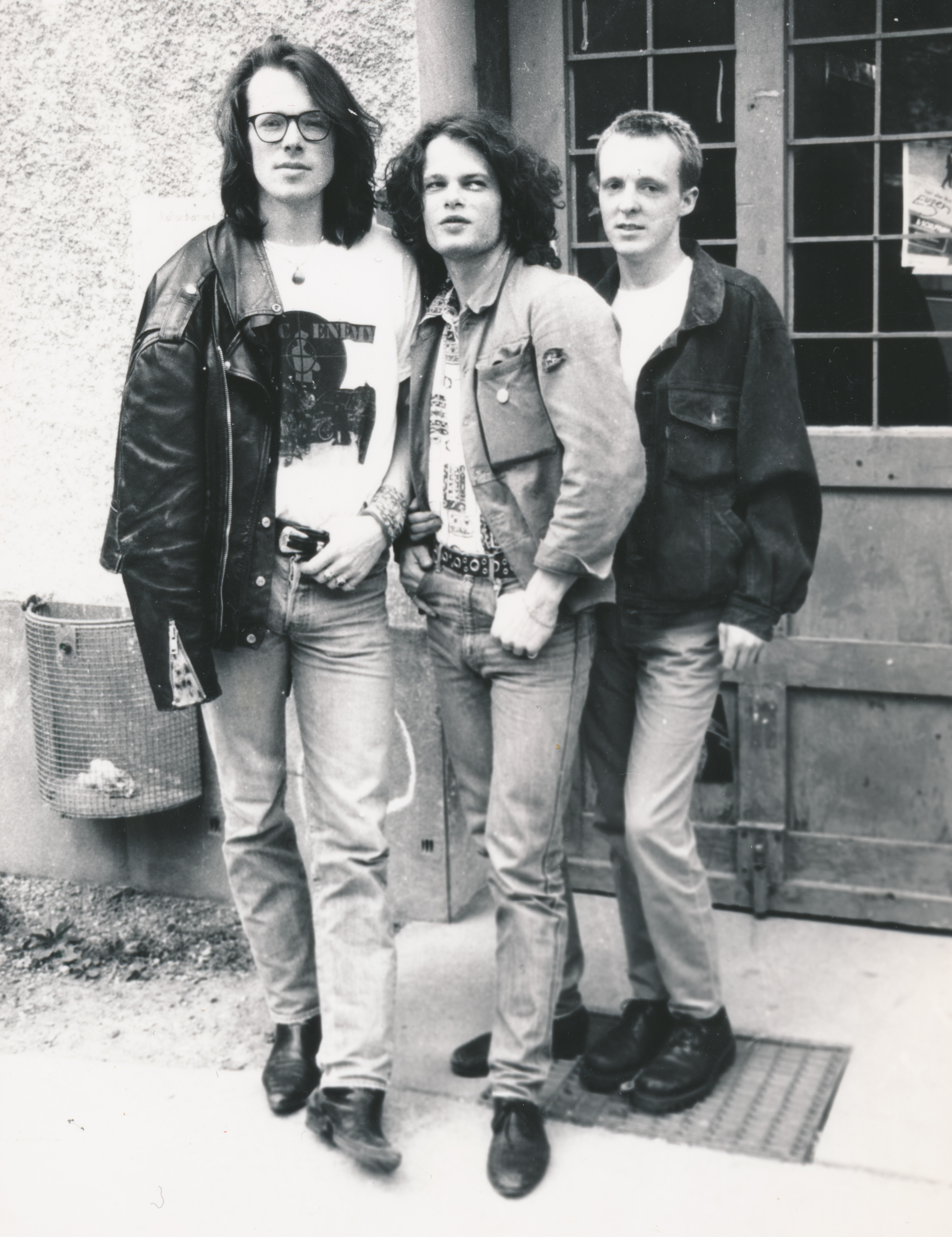
Der böse Bub Eugen (1988)

In der Schweiz spielte Der böse Bub Eugen 1987 über 40 Konzerte. Am 29. März gastierte die Band in der Roten Fabrik in Zürich. Das Konzert wurde von Radio SRF 3 im Rahmen von «Live uf dr Gass» übertragen. Im Juli desselben Jahres und im Januar 1988 wurden zehn neue Lieder für das Album «Nimmerland» aufgenommen. Die Band wollte genügend Zeit haben, um die nächste LP zu produzieren, und dies ohne finanziellen Druck. Produziert und abgemischt wurde «Nimmerland» in Wetzikon von Jon Langford, Gründungsmitglied der Punkband The Mekons aus Leeds; Der böse Bub Eugen lernte Langford in St. Gallen an einem Konzert mit The Three Johns kennen. Das Cover des Albums zeigt ein Ölbild der Schaffhauser Künstlerin Anna Meyer («Nonnen II», Öl auf Holz).
Die Single-Auskopplung «Pirmin» erschien kurz vor den Olympischen Winterspielen 1988 in Calgary und war eine Art Hommage an den Skirennfahrer Pirmin Zurbriggen, der als Favorit nach Kanada reiste. Der Text über Pirmins schönes Lachen und seine Papstbesuche hüpfte allerdings zwischen übertriebenem Lob und leisem Spott hin und her. Dazu war in den Medien zu lesen: «Ein ‹Rämi›-Song sorgt für Gesprächsstoff, weil er sich über den ‹heiligen› Pirmin Zurbriggen lustig macht. ‹Ich wollte Pirmin nicht verletzen, denn als Sportler faszinierte er mich – ich bin früher selbst Skirennen gefahren. Wenn er aber glaubt, Pariser seien des Teufels, weil sie dem Papst nicht passen, finde ich das schon sehr naiv›, erklärte ‹Rämi›.» Vor Zurbriggens Abflug nach Kanada überreichte die Band dem Skirennfahrer eine Single; das Bild der Übergabe wurde damals von etlichen Schweizer Zeitungen abgedruckt.
Die «Nimmerland»-Tournee umfasste weit über 40 Konzerte, rund 20 davon im Rahmen einer M-Tournee, gesponsert von Migros-Kulturprozent. Im selben Jahr erschien ebenfalls die EP «Bad Boy Eugen» mit vier Songs. Darunter englische Versionen ihrer Songs «Kein Blick zurück» («Nowhereland»), «Bei Mosers» («At Mosers») und der Song «How does it feel to feel» aus dem Jahre 1967 der englischen Band The Creation. Ebenfalls 1988 erschien die Split-Kassette Der böse Bub Eugen / Guz; darauf waren 12 Songs von Der böse Bub Eugen und 17 Songs von Oliver Maurmann, Sänger, Songschreiber, Gitarrist und Frontmann der Aeronauten.

### AlbumHimmel, Hölle und der Fisch

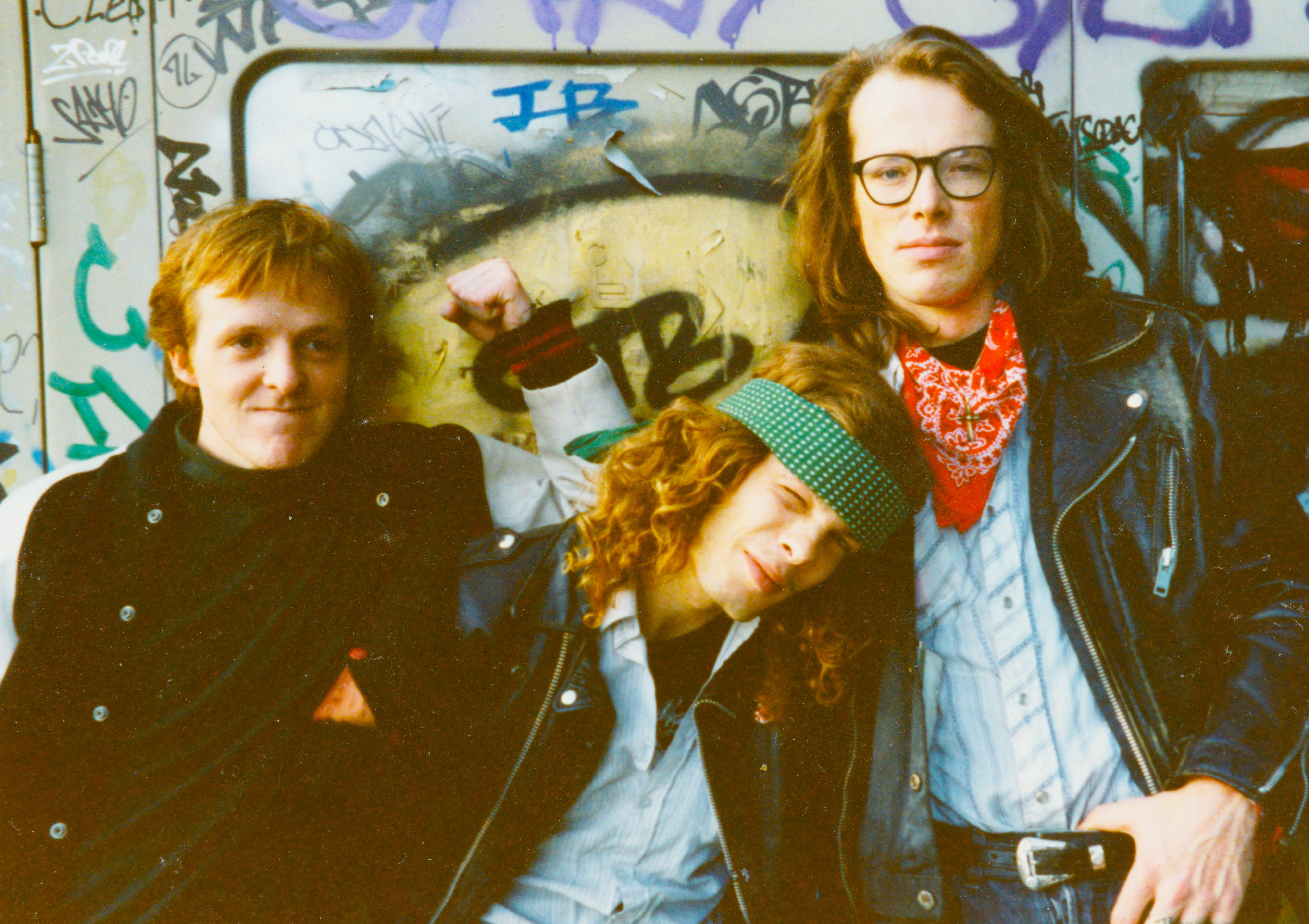
«Fisch», «Lenz» und« Rämi» in Biel (1988)

Im Herbst 1988 begann die Band mit der Arbeit am Album «Himmel, Hölle und der Fisch». Die Musik war beeinflusst von eher rockigen Sounds, was vor allem den vielen Konzerten geschuldet war. Im März 1989 nahm man zehn Songs im neuen Vielklang-Studio mit Matsge Bröckel in Berlin auf; abgemischt wurde das Album abermals von Jon Langford. Im September erschien «Zehn Jahre» als Single-Auskopplung. Ein Rezensent schrieb dazu: «Die LP ‹Himmel, Hölle und der Fisch› von 1989 war die Schweizer Antwort auf die frisch getrennten Ärzte… Ich habe die Platte geliebt, besonders den Song ‹Zehn Jahre›, in dem Die Ärzte sogar erwähnt werden … Gute Story, sensationelle Melodie!» Fehlfarben-Sänger Peter Hein schrieb im Dezember 1989 in der Düsseldorfer Zeitschrift Überblick: «Erst jetzt, in diesem unsäglichen gesamtdeutschen Karneval, kann mir diese Platte wieder Trost spenden. Das ‹Legoland› [erster Song des Albums] ist grösser als die BRD! […] Welchen Aspekt der Platte hervorheben? Die kraftvolle, gitarrendominierte Produktion von Jon Langford? Die amerikanischen Einflüsse, die Wasserfall-Gitarren (kein Wunder aus Schaffhausen), manche fast balladenhafte, von Grant Hart inspirierten Stücke? Das Fischige? Die Stimmung zwischen Ärzten und Hosen?» Und die Zeitschrift Bolero schrieb rückblickend: «Das letzte Album in Trio-Formation. Fast schon Metalrock, dennoch verschmitzt, lausbübisch und mit sensationellen Texten.»
Im Hinblick auf die Volksabstimmung der GSoA über die Abschaffung der Schweizer Armee im Herbst 1989 steuerte Der böse Bub Eugen den Song «Erwin» (eine textlich abgeänderte Version von «Pirmin») auf dem Sampler «Stop The Army 25./26. Nov. 1989 Ja•Oui•Si (Volume 1)» bei. Rund 50 Konzerte der «Himmel, Hölle und der Fisch»-Tournee führten abermals durch die ganze Schweiz, aber auch nach Deutschland und Österreich. Schon während der erfolgreichen Konzertreise begann sich aber abzuzeichnen, dass die Lebensentwürfe der drei Musiker nicht mehr mit der Weiterführung der Band zusammenpassten. Und so beschloss «Lenz» im Frühling die Band zu verlassen. 1989, auf dem Höhepunkt, fuhren sie für eine Deutschlandtournee nach Bonn. Als sie dort ankamen, stieg der Bassist in den nächsten Zug und fuhr zurück in die Provinz, und die Band zerfiel, und nie mehr sprachen die Bandmitglieder über das, was passiert war. Die letzte Veröffentlichung von Der böse Bub Eugen war schliesslich die Kassette «Picknick im Lärm – Live», aufgenommen am 3. Februar 1990 im Jugendhaus Chur.

## Eugen

### Neubesetzung und Namensänderung
Suzanne Zahnd (Bass) und Peter «Bächi» Bächtold (Gitarre) stiessen Ende 1990 zu «Rämi» und «Fisch». 1991 erschien die erste Single mit drei Songs in neuer Formation als Eugen: «Feste fallen» / «Wolke 9» / «Fernsehturm». Die Presse nahm den Wechsel innerhalb der Band positiv auf; so meinte die Basler Zeitung: «Sie singen deutschsprachige Lieder über den Alltag. Sie erzählen Geschichten, die einem passieren, ‹wenn man aus dem Fenster schaut oder in der Strasse geht›. Vom ursprünglichen Namen Der böse Bub Eugen ist […] zwar nur noch Eugen übriggeblieben, die Musik des Quartetts zeichnet sich jedoch unverändert durch Weltschmerz, Hoffnung, Zuversicht und eine Prise Naivität aus.» Und auf den Liner-Notes des Samplers Nimmerland: Alperose & Rockgitarre – Die Volksmusik der anderen Schweiz war zu lesen: «Die Buben aus dem Schaffhausen waren die Schweizer Meister des naiven, ungelenken Pops mit Charme und Ironie. Heute heissen sie nur noch Eugen, die Gitarren lärmen lauter, doch Eugen sei Dank, es geht ihnen bestens.»

### Ein Lied für Mani Matter
Nach ersten Konzerten in der neuen Besetzung folgte 1992 die zweite Single: «Für immer klein» / «Scars» / «Lied für Mani». «Lied für Mani» wurde zudem als 7"-Vinyl veröffentlicht. Auf der Coverrückseite war zu lesen, dass Drohbriefe direkt an Stephan Ramming nach Feuerthalen zu senden sind; Grund dafür war seine Kritik an den vielen Mani Matter-Rock-Adaptionen, welche in der Kompilation «Matter-Rock» gipfelte. Im «Lied für Mani» regte sich «Rämi», der ansonsten hochdeutsch zu singen pflegt, in fast lupenreinem Bärndütsch über den Grossteil der Coverversionen auf und textete unter anderem folgendes Statement gegen die Kommerzialisierung von Matters Liedgut: «Uf sim Grab hei si tanzet, wie wenn Chilbi wär. Und niemer hät ne ghört wien er rüeft: ‹Losed zue! Höred mit dem Gschrey uf – Löd my in Rue!›» «Rämi» erklärte dazu: «Bei vielen Versionen passte die Musik zum Text wie Schoggisauce zu Kalbsbratwurst. Matters Geist kam dabei natürlich unter die Räder.»

### AlbumGute Zeiten
1993 schrieb die Zeitschrift Tele über den Wechsel vom Bösen Bub Eugen zu Eugen: «Und obwohl sich die Gruppe – inzwischen durch Ersatzfrau Suzanne und Leadgitarrist ‹Bächi› zum Quartett angewachsen – jetzt nur noch Eugen nennt, ist ‹Lenz› für seinen ehemaligen Schulkameraden ‹Rämi› nicht der böse Bub. ‹Es war zwar schmerzhaft, als er aufhörte. […] ‹Rämi› und ‹Fisch› wollten Eugen nicht sterben lassen, bei der Wiederbelebung aber auch nichts überstürzen. Die neue Formation sollte in Ruhe zusammenwachsen. So liess man die Fans drei lange Jahre auf «Gute Zeiten» (Albumtitel) warten.» Dieses neue Album mit 13 Songs nahm das Quartett im Shanti-Studio im bernischen Iseltwald auf. Wie bei allen Aufnahmen in der neuen Besetzung fungierte auch diesmal Tom Etter als Produzent. Das Cover von «Gute Zeiten» gestaltete wiederum die Schaffhauser Künstlerin Anna Meyer. Die Rezensionen für Gute Zeiten fielen positiv aus. So schrieb der Blick: «Der böse Bub Eugen, wie sich das Schaffhauser Quartett früher nannte, hauen mit trockenem Gitarrenrock, Psychedelic, Pogo und bitterbösen Texten mächtig auf den Putz. Gitarrist ‹Rämi›, der alle Songs schreibt, lässt nichts und keinen aus, mokiert sich über die Kumpels von einst, die jetzt sechs Riesen verdienen und Auto-Partei wählen (‹Das ist nicht gut›), oder er wettert über die ‹Böse Welt› und den schwarzen Regen. Eugen alias ‹Rämi› singt hochdeutsch statt Dialekt.» Die Wochenzeitung meinte: «Ramming beobachtet, beschreibt, kritisiert. Der Germanistikstudent kurz vor dem Abschluss, der sein Leben mit Teilzeitarbeit als Journalist bei der sozialdemokratischen Presse verdient, versteht mit der deutschen Sprache vorzüglich umzugehen, weit über dem Branchendurchschnitt. Ein trockener Erzähler. Musikalisch gehört Eugen […] zur Schar der modernen RockerInnen mit Ursprung beim Punk.» Und der Tages-Anzeiger bewertete: «Das pubertäre Prädikat ‹der böse Bub› ist weg. Geblieben ist ein reiferer Eugen. […] Zusammengehalten werden die Extreme durch das, was Eugen schon als bösen Buben ausmachte. Die Unaufdringlichkeit. Ulkige und derzeit modische Sounds wie die ‹Flöte› vom alten Casio-Keyboard sind diskret eingebettet. Ramming wirkt nicht wie ein superbelesener Deutschstudent, wenn er literarisch wird. Noch weniger wirkt er pathetisch, wenn er laut wird.»

### AlbumCool (und aber auch sexy)

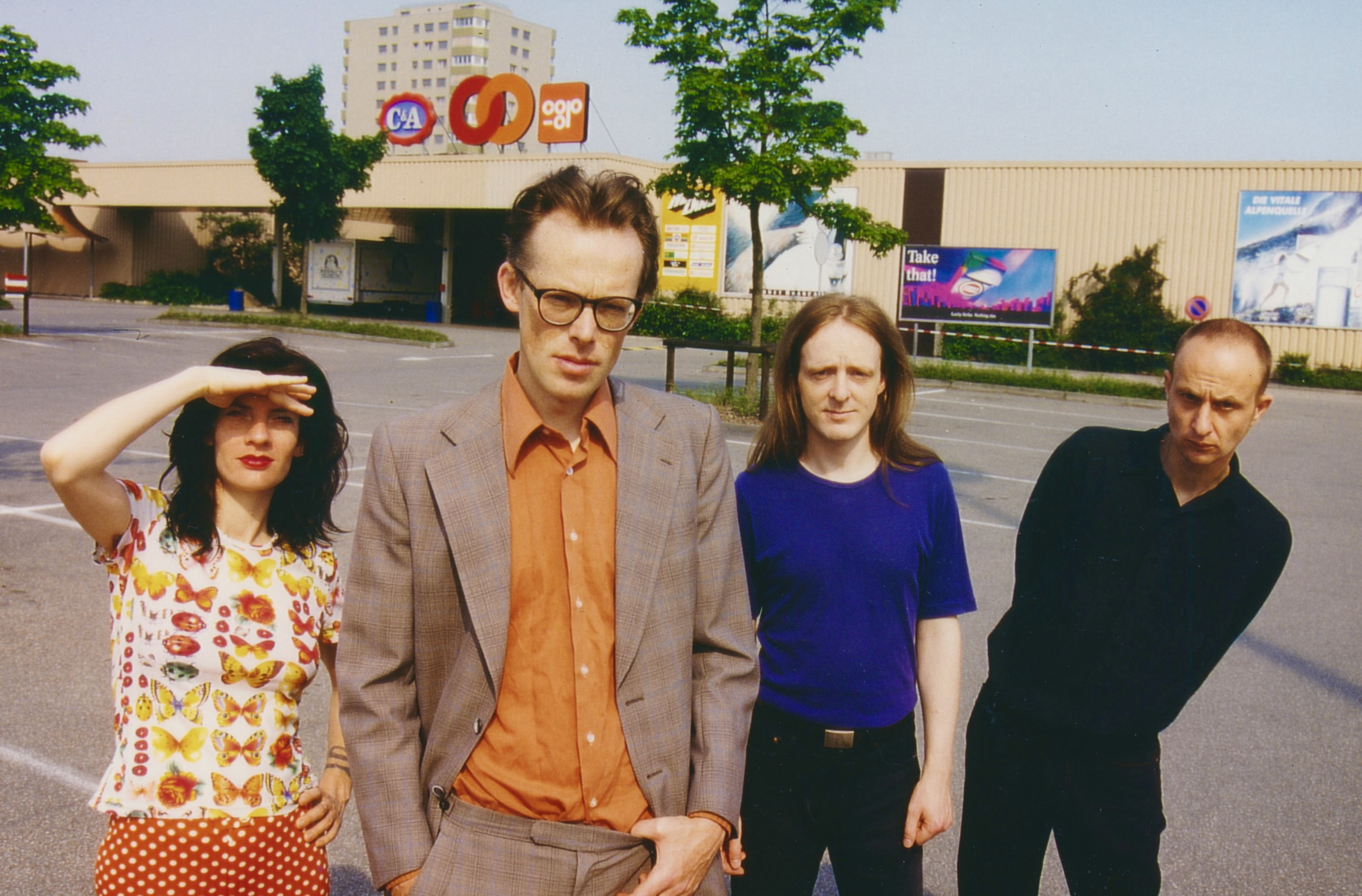
Suzanne Zahnd, Stephan Ramming, Martin Fischer, Peter Bächtold (1996)
(Foto: Reto Klink)

1996 landete ein neuer Song (Ellai dihai) von Eugen auf dem Sampler Ohrewürm Vol. 2 – 17 Neue Kinderlieder von Schweizer Bands. Ein Jahr später ging die Band ins Star-Track-Studio in Schaffhausen und nahm 10 Songs für das neue Album Cool (und aber auch sexy) auf. Gewidmet war die Platte Daniel Walder, dem verstorbenen Co-Gründer des RecRec-Vertriebes und -Labels. Die Basler Zeitung schrieb nach der Veröffentlichung: «Das neue Songmaterial zeigt, dass Eugen sich weiterentwickelt und in einem Atemzug mit der Neuen Hamburger Schule genannt werden darf/muss. Eugen würde bestens zusammen mit Tocotronic oder Blumfeld in einen Liederabend passen. Aber am Sonntag war Eugen alleine mit einer Schar von Fans, von denen deren zwei sogar Pogo tanzen mochten, was wiederum ‹Rämi› zum Kommentar reizte, dass es doch gut sei, dass die 80er vorbei seien. Der ‹Rämi› macht eine gute Figur auf der Bühne. Schicke Hose, oranges Hemd. Eine Mischung aus Elvis Costello und Heiner Müller, sagte jemand. Eine gute Mischung. Da sieht und hört man gerne hin respektive zu. Denn Eugen ist cool und aber auch sexy. Wenn Eugen noch eine Orgel hätte, ’nen Moog möglicherweise, dann wäre die Gruppe perfekt und bestimmt definitiv die beste Band der Schweiz. Auf jeden Fall: Eugen macht Musik, die Sinn macht. Keine Musik, die nicht wichtig ist. Und das ist schon viel.» Und die Berner Zeitung notierte: «Auch Eugen klingt immer noch nach Produzent Tom Etter. Doch bei Eugen sind dessen sphärische Sounds und das Schlagwerk, das der Klangtüftler im Schaffhauser Star-Track-Studio gern roh in hallend leeren Tonräumen scheppern lässt, nur Klangkulisse. Diese Kulisse ist im Vergleich zur vorangegangenen Platte ‹Gute Zeiten› (1993) mit Fingerspitzengefühl  verfeinert worden und weist – erwachsener – zugleich kantigere Konturen auf. Da ist mehr Platz für Suzanne Zahnds minimal und effektvoll akzentuierenden Bass oder für Peter Bächtolds aufreizende Gitarren-Zwängereien. Protagonistin in diesem Rocktheater ist nach wie vor die Stimme Stephan Rammings – eine eher hohe, monotone, notorisch näselnde Stimme konsequent deutscher, saurer bis bitterer Zunge […] Die Lyrik ist durchgestylt, die Präzision, mit der Schlagzeuger ‹Fisch› den Wörterraspler Ramming bei Tempo hält, ist vollendet, das Zusammenspiel in der Band überhaupt von langer Erfahrung geprägt.»
Die letzte Veröffentlichung der Band war schliesslich die EP «Es sagt du zu mir». Darauf waren fünf Remixe (unter anderem von Hans Platzgumer) des gleichnamigen Songs aus dem Album Cool (und aber auch sexy) zu hören.

### Auflösung
Nach der Tournee mit «Cool (und aber auch sexy)», die unter anderem als Vorband der Goldenen Zitronen auch durch Deutschland führte, löste sich die Band im Frühling 1998 auf. Angesprochen auf die Gründe dazu erklärte «Rämi» in einem Interview 2016: «Ich hatte irgendwie einfach keine Ideen mehr gehabt.» «Lenz» Müller und Martin Fischer waren später auch Mitglied in der Zürcher Gruppe Fifty Foot Mama (2005–2009) mit der Sängerin Nadja Zela. Martin Fischer spielte bei verschiedenen weiteren Projekten, so bei Papst & Abstinenzler oder Ahh Wa!

## Stil
Der Musikstil der Band wurde vor allem bis 1990 wiederholt mit Punkrock in Verbindung gebracht, teilweise sogar mit den Ärzten verglichen. Obwohl die E-Gitarre das dominante Instrument blieb, entstanden aber auch immer wieder ruhige, beinahe volkstümliche Songs («Gaudenz meint», «Pirmin»). Die  Wochenzeitung beschrieb die Art der Musik wie folgt: «Eugen wurde auf dem Marsch durch die Jahre von den Rockströmungen seit Anfang der achtziger Jahre geprägt, markant ist die Affinität zum musikalischen Geschehen im Vor-House-Deutschland: rockig bis trashig, schleppende Gitarrengewitter bis leichter Gitarrenpop, deutschsprachiges Liedgut, nicht gar so leicht zugänglich wie Baby Jail’s «Tubel Trophy», nicht wie die berndeutschen Bands, ‹die die HörerIn emotional packen› (Ramming), jedoch mit fein formulierten Beobachtungen und Gedanken über die Agglomerationen, die wir bewohnen. Geschichten aus dem Leben mit einem skeptischen, bisweilen schwermütigen Tenor, aber durchaus mit subtiler Ironie, die auch den eigenen Blickwinkel schön relativiert.» Eher untypisch für eine Schweizer Band singen Der böse Bub Eugen und Eugen, von Ausnahmen abgesehen, Hochdeutsch. «Rämi» erklärte diese Eigenheit wie folgt: «Nun, schon als ‹Lenz› und ich […] angefangen haben Musik zu machen, haben wir in Deutsch gesungen, weil das einfach das Naheliegendste war, und dabei sind wir eigentlich geblieben. Deutsch hat auch den Vorteil, dass man die Leute direkt anspricht, und das merkt man auch an den Gigs […], eben nicht nur auf den Bumbum-Rhythmus.»

## Trivia
- Auf die Interviewfrage, was die Band noch Verrücktes machen will, antwortete «Rämi» 1988: «Ein Gratiskonzert auf dem Matterhorn.»[5]
- Der Song «Strasse runter» (Album «Nimmerland», 1988) wurde vom Schweizer Filmemacher Samir in seinem Spielfilm «Filou» verwendet.
- Mit dem Lied  «Chaschper» (gemeint war der damalige Bundesrat Kaspar Villiger), der ein Flugi will, stattdessen aber eins aufs Fudi bekommt, landete Eugen im Frühling 1993 nicht nur auf dem «Stop F/A-18-Sampler» der GSoA, sondern auch auf dem DRS-Index.[12] Der Kommentar der Band im CD-Booklet dazu: «Wir sind für eine Schweiz ohne F/A-18, weil Eugen gegen die Abgabe von Kriegsspielzeug an Kleinkinder und andere Bundesräte ist!»[28]
- 1996, anlässlich des 100. Geburtstags von Friedrich Glauser, realisierte Stephan Ramming das Theaterprogramm «Chabis!»; eine Mischung aus Glauser-Texten und Live-Musik. Ausgewählt wurden Abschnitte aus der Fieberkurve, dem Gourrama-Manuskript sowie den Erzählungen Knarrende Schuhe und König Zucker.[29]
- Im Jahre 2009 suchte das Internet-Portal 78s die beste Schweizer Musik. Nominiert waren auf Platz 5 Der böse Bub Eugen (vor Musikern wie Grauzone, Mani Matter, Stiller Has oder Yello) mit ihrem Song «Leichenwagen» aus dem Jahr 1984.[30]

## Diskografie
Alben mit «TipEx»

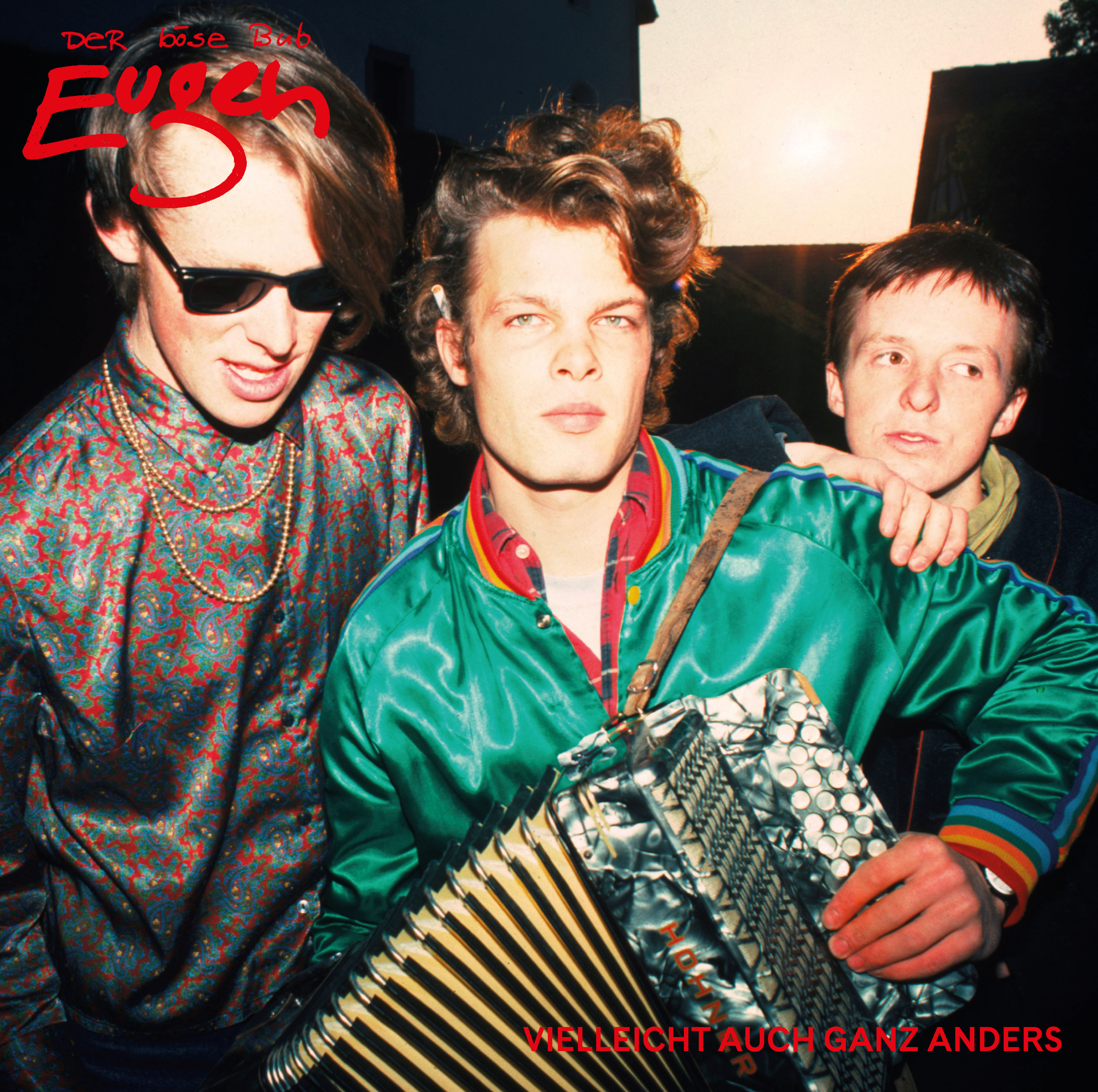
Cover der Best-of-Doppel-LP Vielleicht auch ganz anders

- 1982: Rock Scene SH → Song: Bahnhof (Kompilation-LP)
- 1983: Chaotik Th / TipEx → Songs: Lange lange Strasse lang / Schleicher (Split-Single mit der Band Chaotik Th)

Alben von «Der böse Bub Eugen»
- 1984: Fährt ins Land (MC)
- 1984: Der böse Bub Eugen (EP)
- 1985: Neun goldene Melodien (MC)
- 1986: Regen im Park (LP)
- 1987: Fährt vor (MC)
- 1987: Live auf DRS 3 (MC)
- 1988: Der böse Bub Eugen / Guz (Split-MC)
- 1988: Nimmerland (CD / LP)
- 1988: Bad Boy Eugen (EP)
- 1989: Himmel, Hölle und der Fisch (CD / LP / MC)
- 1990: Picknick im Lärm - Live (MC)
- 2023: Vielleicht auch ganz anders (Doppel-LP)

Singles von «Der böse Bub Eugen»
- 1984: Der lange Mann / Leichenwagen (MC)
- 1986: Gaudenz meint / Novembertag (7"-Single)
- 1987: Mädchen vom anderen Stern / Augen wie Revolver (7"-Single)
- 1988: Pirmin / Pirmin Teil 2 (7"-Single)
- 1989: Zehn Jahre / Lady Blue (7"-Single)

Alben von «Eugen»
- 1993: Gute Zeiten (CD / LP)
- 1997: Cool (und aber auch sexy) (CD / LP)
- 1997: Es sagt du zu mir – Remixe (EP)

Singles von «Eugen»
- 1991: Feste fallen / Wolke 9 / Fernsehturm (7"-Single)
- 1992: Single-Box 1986-1992 (7"-Single)
- 1992: Lied für Mani (7"-Single)
- 1992: Für immer klein / Scars / Lied für Mani (CD)

Kompilationen mit «Der böse Bub Eugen» / «Eugen»
- 1989: Stop The Army Vol. 1 → Song: Erwin
- 1993: Nimmerland: Alperose & Rockgitarre – Die Volksmusik der anderen Schweiz → Song: Gaudenz meint
- 1993: Stop F/A-18 - CH-Benefit-Sampler → Song: Chaschper
- 1996: Ohrewürm Vol. 2 – 17 Neue Kinderlieder von Schweizer Bands → Song: Ellai dihai
- 1997: Willkommen Zuhause → Song: Einfach
- 1997: Mega Fisch Hits – 15 Jahre Weser Label → Song: Augen wie Revolver
- 2016: Falscher Ort, falsche Zeit → Songs: Ich will alles / Wieder Sommer

Veröffentlichungen mit Stephan Ramming
- 1990: «Raumpatrouille Rimini», mit Oliver Maurmann: Landung Im Sommer → Songs: Hallo! Erde / Fernweh / Wieder Sommer  (7"-Single)
- 1990: «Am Atlantik», mit Oliver Maurmann (MC)
- 1996: «Chabis! Lieder und Texte von und zu Friedrich Glauser», mit Martin Fischer, Daniel Kasztura, Tom Etter und Oliver Maurmann (CD)